# Cezary Galek
Cezary Galek (ur. 1962 w Zielonej Górze) – polski dziennikarz i reportażysta radiowy, na stałe związany z Regionalną Rozgłośnią Polskiego Radia „Radio Zachód” w Zielonej Górze. 
Absolwent Akademii Muzycznej w Poznaniu i wydziału dziennikarstwa Uniwersytetu Warszawskiego. Komponuje i wykonuje muzykę do swoich audycji, które też sam realizuje. Autor kreuje wszystkie etapy powstawania dzieła radiowego.
Rozpoczynał jako dziennikarz informacyjny, reporter  publicysta. Dziś przygotowuje reportaże i radiowe formy dokumentalne. Kierował też blokami programowymi i redakcjami, a obecnie jest szefem Redakcji Reportażu Radia Zachód.
Laureat ponad 60 nagród dziennikarskich (niektórych wielokrotnie) w tym Grand Press, Premios Ondas, Nagrody im. Melchiora Wańkowicza, Nagrody Krajowej Rady Radiofonii i Telewizji, Polsko-Niemieckiej Nagrody Dziennikarzy, Nagrody Marszałka Senatu RP, Stowarzyszenia Dziennikarzy Polskich. Był nominowany do nagród Prix Europa oraz Parlamentu Europejskiego. Reportaże Cezarego Galka reprezentowały też polską radiofonię podczas prestiżowych International Feature Conference w Sinai i Londynie. 
Pomysłodawca i inicjator organizacji przez „Radio Zachód” Ogólnopolskich Warsztatów Reporterów Radiowych oraz konkursu medialnego „Wspólna Europa”. Jest wieloletnim współpracownikiem Studia Reportażu i Dokumentu Polskiego Radia, oraz jurorem w konkursach radiowych (w tym Krajowej Rady Radiofonii i Telewizji).
Odznaczony srebrnym i złotym krzyżem zasługi oraz odznaczeniem „Zasłużony dla Kultury Polskiej”.  